# Atletiek op de Olympische Zomerspelen 1948
Atletiek is een van de sporten die beoefend werden tijdens de Olympische Zomerspelen 1948 in Londen.

## Heren

### 100 m

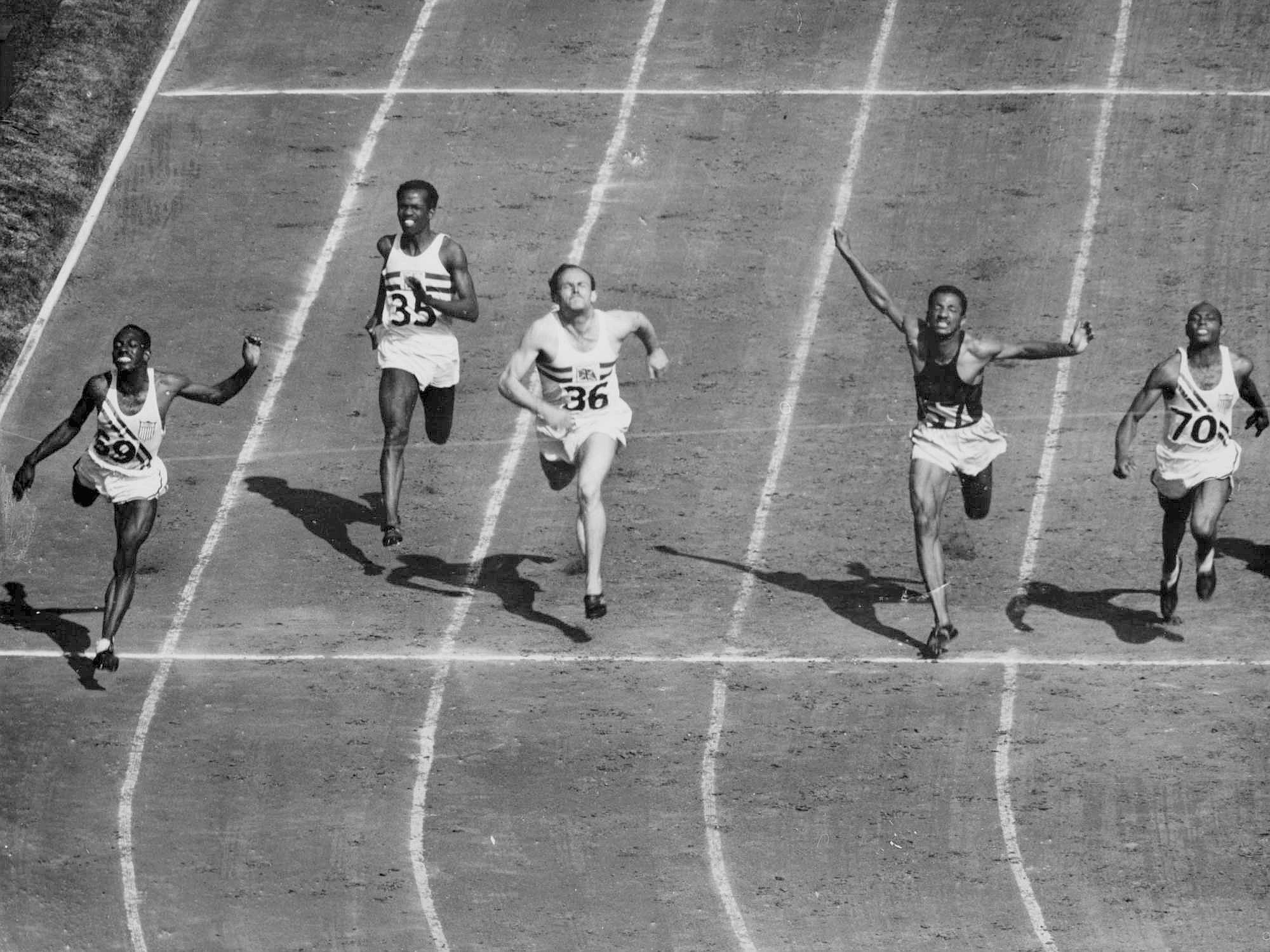
Finish van de finale 100m voor heren

| rang   | sporter(s)               | land | tijd    |
| ------ | ------------------------ | ---- | ------- |
| Goud   | Harrison Dillard         | USA  | OR 10.3 |
| Zilver | Barney Ewell             | USA  | 10.4    |
| Brons  | Lloyd LaBeach            | PAN  | 10.4    |
| 4      | Alastair McCorquodale    | GBR  | 10.4    |
| 5      | Mel Patton               | USA  | 10.5    |
| 6      | Emmanuel McDonald Bailey | GBR  | 10.6    |

### 200 m
| rang   | sporter(s)     | land | tijd |
| ------ | -------------- | ---- | ---- |
| Goud   | Mel Patton     | USA  | 21.1 |
| Zilver | Barney Ewell   | USA  | 21.1 |
| Brons  | Lloyd LaBeach  | PAN  | 21.2 |
| 4      | Herb McKenley  | JAM  | 21.3 |
| 5      | Cliff Bourland | USA  | 21.4 |
| 6      | Leslie Laing   | JAM  | 21.6 |

### 400 m
| rang   | sporter(s)     | land | tijd    |
| ------ | -------------- | ---- | ------- |
| Goud   | Arthur Wint    | JAM  | OR 46.2 |
| Zilver | Herb McKenley  | JAM  | 46.4    |
| Brons  | Mal Whitfield  | USA  | 46.9    |
| 4      | David Bolen    | USA  | 47.2    |
| 5      | Morris Curotta | AUS  | 47.9    |
| 6      | George Guida   | USA  | 50.2    |

### 800 m
| rang   | sporter(s)           | land | tijd      |
| ------ | -------------------- | ---- | --------- |
| Goud   | Mal Whitfield        | USA  | OR 1:49.2 |
| Zilver | Arthur Wint          | JAM  | 1:49.5    |
| Brons  | Marcel Hansenne      | FRA  | 1:49.8    |
| 4      | Herbert Barten       | USA  | 1:50.1    |
| 5      | Ingvar Bengtsson     | SWE  | 1:50.5    |
| 6      | Robert Chambers      | USA  | 1:52.1    |
| 7      | Robert Chef d'Hôtel  | FRA  | 1:53.0    |
| 8      | Niels Holst-Sørensen | DEN  | 1:53.4    |

### 1500 m
| rang   | sporter(s)         | land | tijd   |
| ------ | ------------------ | ---- | ------ |
| Goud   | Henry Eriksson     | SWE  | 3:49.8 |
| Zilver | Lennart Strand     | SWE  | 3:50.4 |
| Brons  | Wim Slijkhuis      | NED  | 3:50.4 |
| 4      | Václav Čevona      | TCH  | 3:51.2 |
| 5      | Gösta Bergkvist    | SWE  | 3:52.2 |
| 6      | William Nankeville | GBR  | 3:52.6 |
| 7      | Donald Gehrmann    | USA  | 3:54.4 |
| 8      | Erik Jørgensen     | DEN  | 3:54.5 |

### 5000 m
| rang   | sporter(s)        | land | tijd       |
| ------ | ----------------- | ---- | ---------- |
| Goud   | Gaston Reiff      | BEL  | OR 14:17.6 |
| Zilver | Emil Zátopek      | TCH  | 14:17.8    |
| Brons  | Wim Slijkhuis     | NED  | 14:26.8    |
| 4      | Erik Ahldén       | SWE  | 14:28.6    |
| 5      | Bertil Albertsson | SWE  | 14:39.0    |
| 6      | Curtis Stone      | USA  | 14:39.4    |
| 7      | Väinö Koskela     | FIN  | 14:41.0    |
| 8      | Väinö Mäkelä      | FIN  | 14:43.0    |

### 10000 m
| rang   | sporter(s)        | land | tijd       |
| ------ | ----------------- | ---- | ---------- |
| Goud   | Emil Zátopek      | TCH  | OR 29:59.6 |
| Zilver | Alain Mimoun      | FRA  | 30:47.4    |
| Brons  | Bertil Albertsson | SWE  | 30:53.6    |
| 4      | Martin Stokken    | NOR  | 30:58.6    |
| 5      | Severt Dennolf    | SWE  | 31:05.0    |
| 6      | Abdallah Ben Said | FRA  | 31:07.8    |
| 7      | Stan Cox          | GBR  | 31:08.0    |
| 8      | Jim Peters        | GBR  | 31:16.0    |

### marathon
| rang   | sporter(s)         | land | tijd      |
| ------ | ------------------ | ---- | --------- |
| Goud   | Delfo Cabrera      | ARG  | 2:34:51.6 |
| Zilver | Thomas Richards    | GBR  | 2:35:07.6 |
| Brons  | Etienne Gailly     | BEL  | 2:35:33.6 |
| 4      | Johannes Coleman   | RSA  | 2:36:06.0 |
| 5      | Eusebio Guínez     | ARG  | 2:36:36.0 |
| 6      | Thomas Sidney Luyt | RSA  | 2:38:11.0 |
| 7      | Gustaf Östling     | SWE  | 2:38:40.6 |
| 8      | John Systad        | NOR  | 2:38:41.0 |

### 110 m horden
| rang   | sporter(s)             | land | tijd    |
| ------ | ---------------------- | ---- | ------- |
| Goud   | William Porter         | USA  | OR 13.9 |
| Zilver | Clyde Scott            | USA  | 14.1    |
| Brons  | Craig Dixon            | USA  | 14.1    |
| 4      | Alberto Ubaldo Triulzi | ARG  | 14.6    |
| 5      | Peter Gardner          | AUS  | 14.7    |
| 6      | Håkan Lidman           | SWE  | 14.9    |

### 400 m horden

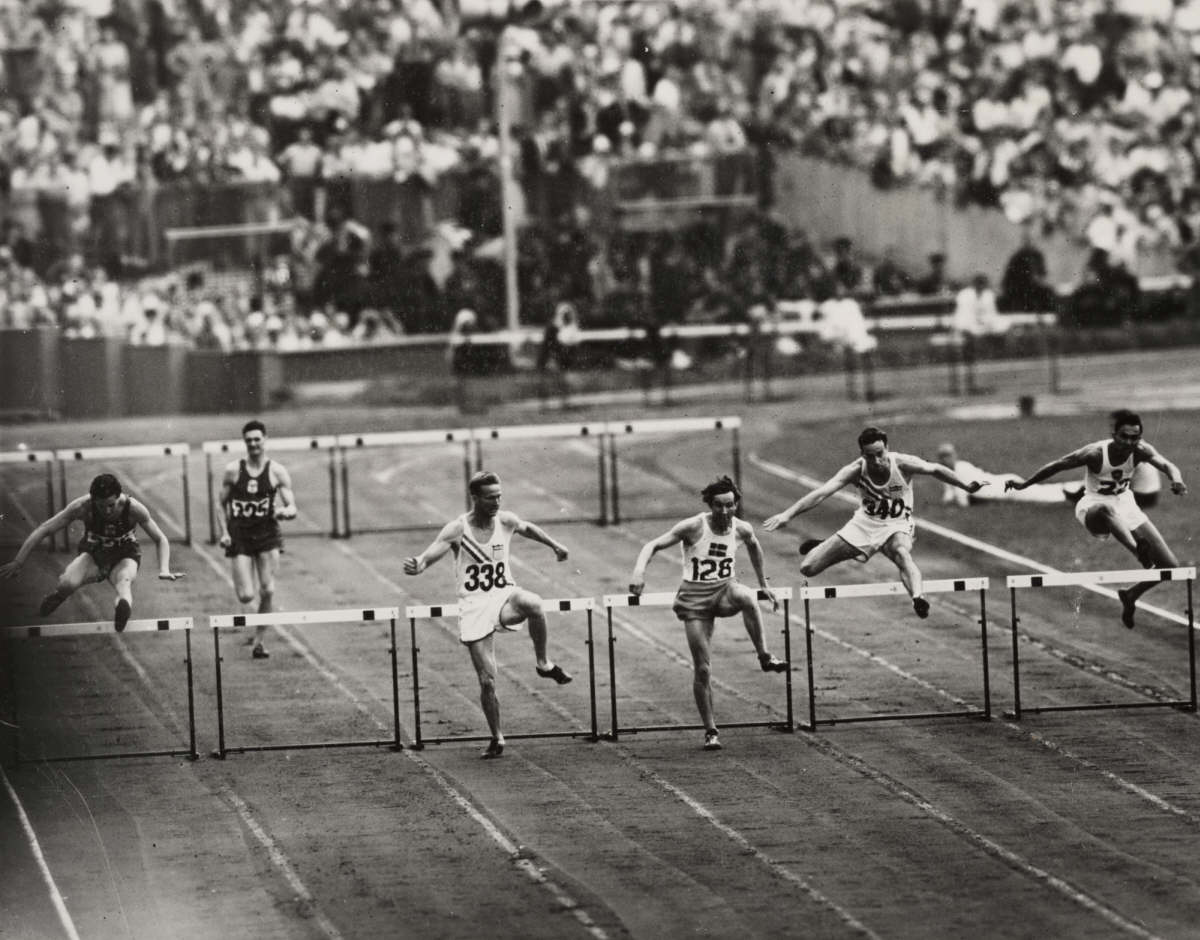
Rune Larsson leidt tijdens een reeks van de 400 m horden

| rang   | sporter(s)      | land | tijd    |
| ------ | --------------- | ---- | ------- |
| Goud   | Roy Cochran     | USA  | OR 51.1 |
| Zilver | Duncan White    | CEY  | 51.8    |
| Brons  | Rune Larsson    | SWE  | 52.2    |
| 4      | Richard Ault    | USA  | 52.4    |
| 5      | Yves Cros       | FRA  | 53.3    |
| 6      | Ottavio Missoni | ITA  | 54.0    |

### 3000 m steeple chase
| rang   | sporter(s)          | land | tijd      |
| ------ | ------------------- | ---- | --------- |
| Goud   | Tore Sjöstrand      | SWE  | WR 9:04.6 |
| Zilver | Erik Elmsäter       | SWE  | 9:08.2    |
| Brons  | Göte Hagström       | SWE  | 9:11.8    |
| 4      | Alexis Guyodo       | FRA  | 9:13.6    |
| 5      | Pentti Siltaloppi   | FIN  | 9:19.6    |
| 6      | Petar Šegedin       | YUG  | 9:20.4    |
| 7      | Browning Ross       | USA  | 9:23.2    |
| 8      | Constantino Miranda | ESP  | 9:25.0    |

### 4x100 m estafette
| rang   | sporter(s)                                                   | land | tijd |
| ------ | ------------------------------------------------------------ | ---- | ---- |
| Goud   | Barney Ewell Lorenzo Wright Harrison Dillard Mel Patton      | USA  | 40.6 |
| Zilver | Alastair McCorquodale John Gregory Kenneth Jones John Archer | GBR  | 41.3 |
| Brons  | Michele Tito Enrico Perrucconi Carlo Monti Antonio Siddi     | ITA  | 41.5 |
| 4      | László Bartha György Csányi Ferenc Tima Béla Goldoványi      | HUN  | 41.6 |
| 5      | Don McFarlane James O'Brien Donald Pettie Edward Haggis      | CAN  | 41.9 |
| 6      | Jan Lammers Jan Meijer Gabe Scholten Jan Zwaan               | NED  | 41.9 |

### 4x400 m estafette
| rang                                                 | sporter(s)                                                        | land | tijd   |
| ---------------------------------------------------- | ----------------------------------------------------------------- | ---- | ------ |
| Goud                                                 | Roy Cochran Cliff Bourland Arthur Harnden Mal Whitfield           | USA  | 3:10.4 |
| Zilver                                               | Jean Kerebel Francois Schewetta Robert Chef d'Hotel Jacques Lunis | FRA  | 3:14.8 |
| Brons                                                | Kurt Lundquist Lars-Erik Wolfbrandt Folke Alnevik Rune Larsson    | SWE  | 3:16.0 |
| 4                                                    | Tauno Suvanto Olavi Talja Runar Holmberg Bertel Storskrubb        | FIN  | 3:24.8 |
|                                                      | Gianni Rocca Ottavio Missoni Luigi Paterlini Antonio Siddi        | ITA  | DNF    |
| George Rhoden Leslie Laing Arthur Wint Herb McKenley | JAM                                                               | DNF  |        |

### 10 km snelwandelen
| rang   | sporter(s)        | land | tijd    |
| ------ | ----------------- | ---- | ------- |
| Goud   | John Mikaelsson   | SWE  | 45:13.2 |
| Zilver | Ingemar Johansson | SWE  | 45:43.8 |
| Brons  | Erich Schwab      | SUI  | 46:00.2 |
| 4      | Charles Morris    | GBR  | 46:04.0 |
| 5      | Harold Churcher   | GBR  | 46:28.0 |
| 6      | Émile Maggi       | FRA  | 47:02.8 |
| 7      | Richard West      | GBR  |         |
| 8      | Pino Dordoni      | ITA  |         |

### 50 km snelwandelen
| rang   | sporter(s)       | land | tijd    |
| ------ | ---------------- | ---- | ------- |
| Goud   | John Ljunggren   | SWE  | 4:41:52 |
| Zilver | Gaston Godel     | SUI  | 4:48:17 |
| Brons  | Terence Johnson  | GBR  | 4:48:31 |
| 4      | Edgar Bruun      | NOR  | 4:53:18 |
| 5      | Harold Martineau | GBR  | 4:53:58 |
| 6      | Rune Bjurström   | SWE  | 4:56:43 |
| 7      | Pierre Mazille   | FRA  | 5:01:40 |
| 8      | Claude Hubert    | FRA  | 5:03:12 |

### hoogspringen
| rang   | sporter(s)      | land | hoogte |
| ------ | --------------- | ---- | ------ |
| Goud   | John Winter     | AUS  | 1.98 m |
| Zilver | Bjorn Paulson   | NOR  | 1.95 m |
| Brons  | George Stanich  | USA  | 1.95 m |
| 4      | Dwight Eddleman | USA  | 1.95 m |
| 5      | Georges Damitio | FRA  | 1.95 m |
| 6      | Arthur Jackes   | CAN  | 1.90 m |
| 7      | Alan Paterson   | GBR  | 1.90 m |
| 7      | Hans Wähli      | SUI  | 1.90 m |

### polsstokhoogspringen
| rang   | sporter(s)      | land | hoogte |
| ------ | --------------- | ---- | ------ |
| Goud   | Guinn Smith     | USA  | 4.30 m |
| Zilver | Erkki Kataja    | FIN  | 4.20 m |
| Brons  | Bob Richards    | USA  | 4.20 m |
| 4      | Erling Kaas     | NOR  | 4.10 m |
| 5      | Ragnar Lundberg | SWE  | 4.10 m |
| 6      | Richmond Morcom | USA  | 3.95 m |
| 7      | Valto Olenius   | FIN  | 3.95 m |
| 7      | Hugo Göllors    | SWE  | 3.95 m |

### verspringen
| rang   | sporter(s)                    | land | afstand |
| ------ | ----------------------------- | ---- | ------- |
| Goud   | Willie Steele                 | USA  | 7.825 m |
| Zilver | Thomas Bruce                  | AUS  | 7.555 m |
| Brons  | Herbert Douglas               | USA  | 7.545 m |
| 4      | Lorenzo Wright                | USA  | 7.45 m  |
| 5      | Adegboyega Folaranmi Adedoyin | GBR  | 7.27 m  |
| 6      | Georges Damitio               | FRA  | 7.07 m  |
| 7      | Harry Whittle                 | GBR  | 7.03 m  |
| 8      | Felix Würth                   | AUT  | 7.00 m  |

### hink-stap-springen
| rang   | sporter(s)          | land | afstand  |
| ------ | ------------------- | ---- | -------- |
| Goud   | Arne Ahman          | SWE  | 15.40 m  |
| Zilver | George Avery        | AUS  | 15.365 m |
| Brons  | Ruhi Sarialp        | TUR  | 15.025 m |
| 4      | Preben Larsen       | DEN  | 14.83 m  |
| 5      | Geraldo de Oliveira | BRA  | 14.825 m |
| 6      | Valle Rautio        | FIN  | 14.70 m  |
| 7      | Les McKeand         | AUS  | 14.53 m  |
| 8      | Adhemar da Silva    | BRA  | 14.49 m  |

### kogelstoten
| rang   | sporter(s)          | land | afstand    |
| ------ | ------------------- | ---- | ---------- |
| Goud   | Wilbur Thompson     | USA  | OR 17.12 m |
| Zilver | Jim Delaney         | USA  | 16.68 m    |
| Brons  | Jim Fuchs           | USA  | 16.42 m    |
| 4      | Mieczysław Łomowski | POL  | 15.43 m    |
| 5      | Gösta Arvidsson     | SWE  | 15.37 m    |
| 6      | Yrjö Lehtilä        | FIN  | 15.05 m    |
| 7      | Jaakko Jouppila     | FIN  | 14.59 m    |
| 8      | Čestmír Kalina      | TCH  | 14.55 m    |

### discuswerpen
| rang   | sporter(s)       | land | afstand    |
| ------ | ---------------- | ---- | ---------- |
| Goud   | Adolfo Consolini | ITA  | OR 52.78 m |
| Zilver | Giuseppe Tosi    | ITA  | 51.78 m    |
| Brons  | Fortune Gordien  | USA  | 50.77 m    |
| 4      | Ivar Ramstad     | NOR  | 49.21 m    |
| 5      | Ferenc Klics     | HUN  | 48.21 m    |
| 6      | Veikko Nyqvist   | FIN  | 47.33 m    |
| 7      | Nikolaos Sillas  | GRE  | 47.25 m    |
| 8      | Stein Johnson    | NOR  | 46.54 m    |

### kogelslingeren
| rang   | sporter(s)       | land | afstand    |
| ------ | ---------------- | ---- | ---------- |
| Goud   | Imre Németh      | HUN  | OR 56.07 m |
| Zilver | Ivan Gubijan     | YUG  | 54.27 m    |
| Brons  | Bob Bennett      | USA  | 53.73 m    |
| 4      | Samuel Felton    | USA  | 53.66 m    |
| 5      | Lauri Tamminen   | FIN  | 53.08 m    |
| 6      | Bo Ericsson      | SWE  | 52.98 m    |
| 7      | Teseo Taddia     | ITA  | 51.74 m    |
| 8      | Einar Söderqvist | SWE  | 51.48 m    |

### speerwerpen
| rang   | sporter(s)       | land | afstand |
| ------ | ---------------- | ---- | ------- |
| Goud   | Tapio Rautavaara | FIN  | 69.77 m |
| Zilver | Stephen Seymour  | USA  | 67.56 m |
| Brons  | József Várszegi  | HUN  | 67.03 m |
| 4      | Pauli Vesterinen | FIN  | 65.89 m |
| 5      | Odd Mæhlum       | NOR  | 65.32 m |
| 6      | Martin Biles     | USA  | 65.17 m |
| 7      | Mirko Vujačić    | YUG  | 64.89 m |
| 8      | Robert Likens    | USA  | 64.51 m |

### tienkamp
| rang   | sporter(s)           | land | punten |
| ------ | -------------------- | ---- | ------ |
| Goud   | Bob Mathias          | USA  | 7139   |
| Zilver | Ignace Heinrich      | FRA  | 6974   |
| Brons  | Floyd Simmons        | USA  | 6950   |
| 4      | Enrique Kistenmacher | ARG  | 6929   |
| 5      | Erik Andersson       | SWE  | 6877   |
| 6      | Peter Mullins        | AUS  | 6739   |
| 7      | Per Axel Eriksson    | SWE  | 6731   |
| 8      | Irving Mondschein    | USA  | 6715   |

## Dames

### 100 m
| rang   | sporter(s)          | land | tijd |
| ------ | ------------------- | ---- | ---- |
| Goud   | Fanny Blankers-Koen | NED  | 11.9 |
| Zilver | Dorothy Manley      | GBR  | 12.2 |
| Brons  | Shirley Strickland  | AUS  | 12.2 |
| 4      | Viola Myers         | CAN  | 12.3 |
| 5      | Patricia Jones      | CAN  | 12.3 |
| 6      | Cynthia Thompson    | JAM  | 12.4 |

### 200 m
| rang   | sporter(s)          | land | tijd |
| ------ | ------------------- | ---- | ---- |
| Goud   | Fanny Blankers-Koen | NED  | 24.4 |
| Zilver | Audrey Williamson   | GBR  | 25.1 |
| Brons  | Audrey Patterson    | USA  | 25.2 |
| 4      | Shirley Strickland  | AUS  | 25.2 |
| 5      | Margaret Walker     | GBR  | 25.4 |
| 6      | Daphne Robb         | RSA  | 25.5 |

Fanny Blankers-Koen liep een OR in de halve finales, tijd 24.3 s.

### 80 m horden

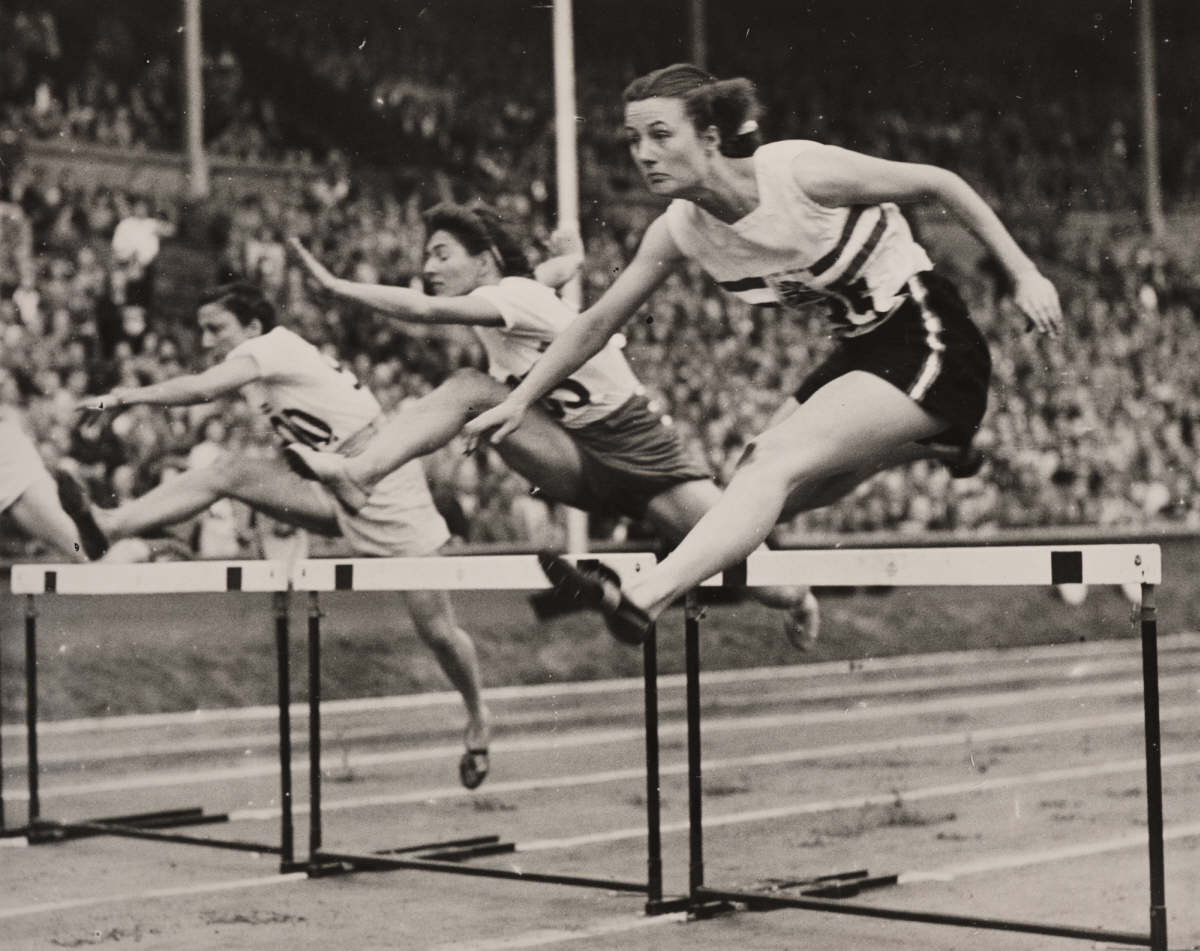
Maureen Gardner wint haar reeks van de 80 m horden

| rang   | sporter(s)          | land | tijd    |
| ------ | ------------------- | ---- | ------- |
| Goud   | Fanny Blankers-Koen | NED  | OR 11.2 |
| Zilver | Maureen Gardner     | GBR  | 11.2    |
| Brons  | Shirley Strickland  | AUS  | 11.4    |
| 4      | Yvette Monginou     | FRA  | 11.8    |
| 5      | Maria Oberbreyer    | AUT  | 11.9    |
| 6      | Libuše Lomská       | TCH  | 11.9    |

### 4x100 m estafette
| rang   | sporter(s)                                                                               | land | tijd |
| ------ | ---------------------------------------------------------------------------------------- | ---- | ---- |
| Goud   | Xenia Stad-de Jong Nettie Witziers-Timmer Gerda van der Kade-Koudijs Fanny Blankers-Koen | NED  | 47.5 |
| Zilver | Shirley Strickland June Maston Elizabeth McKinnon Joyce King                             | AUS  | 47.6 |
| Brons  | Violet Meyers Nancy Mackay Dianne Foster Patricia Jones                                  | CAN  | 47.8 |
| 4      | Dorothy Manley Muriel Pletts Margaret Walker Maureen Gardner                             | GBR  | 48.0 |
| 5      | Grete Lovsø Bente Bergendorff Birte Nielsen Hildegard Nissen                             | DEN  | 48.2 |
| 6      | Grete Jenny Elfi Steurer Grete Pavlousek Maria Oberbreyer                                | AUT  | 49.2 |

### hoogspringen
| rang   | sporter(s)           | land | hoogte    |
| ------ | -------------------- | ---- | --------- |
| Goud   | Alice Coachman       | USA  | OR 1.68 m |
| Zilver | Dorothy Tyler        | GBR  | OR 1.68 m |
| Brons  | Micheline Ostermeyer | FRA  | 1.61 m    |
| 4      | Vinton Beckett       | JAM  | 1.58 m    |
| 4      | Doreen Dredge        | CAN  | 1.58 m    |
| 6      | Bertha Crowther      | GBR  | 1.58 m    |
| 7      | Iso Steinegger       | AUT  | 1.58 m    |
| 8      | Dora Gardner         | GBR  | 1.58 m    |

### verspringen
| rang   | sporter(s)                 | land | afstand    |
| ------ | -------------------------- | ---- | ---------- |
| Goud   | Olga Gyarmati              | HUN  | OR 5.695 m |
| Zilver | Noemí Simonetto de Portela | ARG  | 5.60 m     |
| Brons  | Ann-Britt Leyman           | SWE  | 5.575 m    |
| 4      | Gerda van der Kade-Koudijs | NED  | 5.57 m     |
| 5      | Nel Karelse                | NED  | 5.545 m    |
| 6      | Kathleen Russell           | JAM  | 5.495 m    |
| 7      | Judy Canty                 | AUS  | 5.38 m     |
| 8      | Yvonne Curtet-Chabot       | FRA  | 5.35 m     |

### kogelstoten
| rang   | sporter(s)           | land | afstand    |
| ------ | -------------------- | ---- | ---------- |
| Goud   | Micheline Ostermeyer | FRA  | OR 13.75 m |
| Zilver | Amelia Piccinini     | ITA  | 13.095 m   |
| Brons  | Ine Schäffer         | AUT  | 13.08 m    |
| 4      | Paulette Veste       | FRA  | 12.985 m   |
| 5      | Jaroslava Komárková  | TCH  | 12.92 m    |
| 6      | Anni Bruk            | AUT  | 12.50 m    |
| 7      | Maria Radosaljević   | YUG  | 12.355 m   |
| 8      | Bevis Reid           | GBR  | 12.17 m    |

### discuswerpen
| rang   | sporter(s)                     | land | afstand |
| ------ | ------------------------------ | ---- | ------- |
| Goud   | Micheline Ostermeyer           | FRA  | 41.92 m |
| Zilver | Edera Cordiale Gentile         | ITA  | 41.17 m |
| Brons  | Jacqueline Mazéas              | FRA  | 40.47 m |
| 4      | Jadwiga Wajsówna-Marcinkiewicz | POL  | 39.30 m |
| 5      | Charlotte Haidegger            | AUT  | 38.81 m |
| 6      | Ans Niesink                    | NED  | 38.74 m |
| 7      | Majken Åberg                   | SWE  | 38.48 m |
| 8      | Ingeborg Mello                 | ARG  | 38.44 m |

### speerwerpen
| rang   | sporter(s)            | land | afstand    |
| ------ | --------------------- | ---- | ---------- |
| Goud   | Herma Bauma           | AUT  | OR 45.57 m |
| Zilver | Kaisa Parviainen      | FIN  | 43.79 m    |
| Brons  | Lily Carlstedt        | DEN  | 42.08 m    |
| 4      | Dorothy Dodson        | USA  | 41.96 m    |
| 5      | Jo Teunissen-Waalboer | NED  | 40.92 m    |
| 6      | Ans Koning            | NED  | 40.33 m    |
| 7      | Dana Ingrová          | TCH  | 39.64 m    |
| 8      | Elly Dammers          | NED  | 38.23 m    |

## Medaillespiegel
| rang   | land              | goud | zilver | brons | totaal |
| ------ | ----------------- | ---- | ------ | ----- | ------ |
| 1      | Verenigde Staten  | 12   | 5      | 10    | 27     |
| 2      | Zweden            | 5    | 3      | 5     | 13     |
| 3      | Nederland         | 4    | 0      | 2     | 6      |
| 4      | Frankrijk         | 2    | 3      | 3     | 8      |
| 5      | Hongarije         | 2    | 0      | 1     | 3      |
| 6      | Australië         | 1    | 3      | 2     | 6      |
| 7      | Italië            | 1    | 3      | 1     | 5      |
| 8      | Finland           | 1    | 2      | 0     | 3      |
| 8      | Jamaica           | 1    | 2      | 0     | 3      |
| 10     | Argentinië        | 1    | 1      | 0     | 2      |
| 10     | Tsjecho-Slowakije | 1    | 1      | 0     | 2      |
| 12     | België            | 1    | 0      | 1     | 2      |
| 12     | Oostenrijk        | 1    | 0      | 1     | 2      |
| 14     | Groot-Brittannië  | 0    | 6      | 1     | 7      |
| 15     | Zwitserland       | 0    | 1      | 1     | 2      |
| 16     | Ceylon            | 0    | 1      | 0     | 1      |
| 16     | Joegoslavië       | 0    | 1      | 0     | 1      |
| 16     | Noorwegen         | 0    | 1      | 0     | 1      |
| 19     | Panama            | 0    | 0      | 2     | 2      |
| 20     | Canada            | 0    | 0      | 1     | 1      |
| 20     | Denemarken        | 0    | 0      | 1     | 1      |
| 20     | Turkije           | 0    | 0      | 1     | 1      |
| totaal | totaal            | 33   | 33     | 33    | 99     |